# Championnat d'Égypte de football 1988-1989
Navigation
Saison précédente Saison suivante
La saison 1988-1989 du Championnat d'Égypte de football est la 33e édition du championnat de première division égyptien. Douze clubs égyptiens prennent part au championnat organisé par la fédération. Les équipes sont regroupées au sein d'une poule unique où elles rencontrent leurs adversaires deux fois, à domicile et à l'extérieur. À l'issue du championnat, pour permettre le passage du championnat de 12 à 18 équipes, il n'y a pas de relégation et les six meilleures équipes de D2 sont promues.
C'est le club d'Al Ahly SC qui remporte la compétition, après avoir terminé en tête du classement final, avec cinq points d'avance sur le tenant du titre, le Zamalek SC et seize sur Ghazl El Mahallah. C'est le 22e titre de champion d'Égypte de l'histoire du club, qui réussit un nouveau doublé en s'imposant face à Al-Masry Club en finale de la Coupe d'Égypte.

## Les clubs participants
| - Al Ahly SC - Zamalek SC - Ittihad Alexandrie - Ismaily SC - Tersana SC - Al Olympi | - Suez El-Riyadi - Promu de D2 - Al Mareekh FC - Meniya Club - Promu de D2 - Al-Moqaouloun - Al-Masry Club - Ghazl El Mahallah |

## Compétition

### Classement
Le classement est établi sur le barème de points classique (victoire à 3 points, match nul à 1, défaite à 0).
| Rang | Équipe             | Pts | J  | G  | N | P  | Bp | Bc | Diff |
| ---- | ------------------ | --- | -- | -- | - | -- | -- | -- | ---- |
| 1    | Al Ahly SC C       | 54  | 22 | 17 | 3 | 2  | 35 | 9  | +26  |
| 2    | Zamalek SC T       | 49  | 22 | 15 | 4 | 3  | 42 | 18 | +24  |
| 3    | Ghazl El Mahallah  | 38  | 22 | 10 | 8 | 4  | 29 | 20 | +9   |
| 4    | Ismaily SC         | 34  | 22 | 9  | 7 | 6  | 37 | 32 | +5   |
| 5    | Tersana SC         | 32  | 22 | 10 | 2 | 10 | 25 | 25 | 0    |
| 6    | Al-Masry Club      | 26  | 22 | 6  | 8 | 8  | 15 | 17 | -2   |
| 7    | Ittihad Alexandrie | 25  | 22 | 6  | 7 | 9  | 17 | 20 | -3   |
| 8    | Al-Moqaouloun      | 24  | 22 | 5  | 9 | 8  | 15 | 22 | -7   |
| 9    | Suez El-Riyadi P   | 24  | 22 | 5  | 9 | 8  | 11 | 21 | -10  |
| 10   | Al Olympi          | 23  | 22 | 5  | 8 | 9  | 22 | 26 | -4   |
| 11   | Meniya Club P      | 23  | 22 | 5  | 8 | 9  | 21 | 26 | -5   |
| 12   | Al Mareekh FC      | 5   | 22 | 0  | 5 | 17 | 9  | 42 | -33  |

| Légende : Qualifications et relégations | Légende : Qualifications et relégations                                |
| --------------------------------------- | ---------------------------------------------------------------------- |
|                                         | Qualification pour la Coupe d'Afrique des clubs champions 1990         |
|                                         | T : Tenant du titre C : Vainqueur de la Coupe d'Égypte P : Promu de D2 |

## Bilan de la saison
| Championnat d'Égypte de football 1988-1989 |                                                                                               |
| Champion                                   | Al Ahly SC (22e titre)                                                                        |
| Coupes et trophées                         |                                                                                               |
| Vainqueur de la Coupe d'Égypte 1988-1989   | Al Ahly SC                                                                                    |
| Qualifications continentales               |                                                                                               |
| Coupe d'Afrique des clubs champions 1990   | Al Ahly SC                                                                                    |
| Coupe des Coupes 1990                      | Aucun                                                                                         |
| Promotions et relégations                  |                                                                                               |
| Promus en Egyptian Premier League          | Al Mansourah Sporting Club Al Sekka Al Hadid Gomhuriat Shebin Port Fouad Al Koroum Assouan SC |
| Relégués en Egyptian Second League         | Aucun (passage de 12 à 18 clubs)                                                              |